# Тиес
Тиес е третият по големина град в Сенегал с население от 320 000 души през 2005 г. Той се намира на 72 км от Дакар по път №2. Тиес е столица на област Тиес и е голям индустриален град. На флага на града има изобразена палма и надпис – „Република Сенегал и Тиес“.

## История
Преди колонизацията платото Тиес е било залесена граница между царствата Кайор и Баол, обитавана от Серер-нон, етническа подгрупа на етноса Серер. Серер-нон обитава югозападния край на града днес. Те говорят на езика нуун, един от езиците кангин.
През 1864 г. е създаден военен пост и оттогава военните отбелязват развитието на града, в него се намира голяма военна база. В града има ж.п. гара. Първоначално е обикновена железопътна спирка по линията Дакар-Сен-Луи. Тиес се превръща в железопътен възел с линията Дакар-Нигер. Като транспортен възел на продуктивен селскостопански хинтерланд: ориз, фъстъци, маниока, просо и плодове, градът е водещ център за търговия с животни и месо.
Част от забележителностите в града са: музей, занаятчийско село и няколко останки от стари укрепления. Гимназията „Малик Су“ е най-голямото училище в града и едно от най-големите в Сенегал.
Тиес е побратим град с Кан ( Франция), Сус ( Тунис), Золинген ( Германия).